# Johann Friedrich Moritz
Johann Friedrich Moritz (* 1716 in Worms; † 5. März 1771) war Jurist, Resident und Gesandter verschiedener Staaten und Mächte in Frankfurt am Main.

## Familie
Johann Friedrich Moritz war der Sohn von Philipp Christian Moritz (1670–1727), Kaufmann in Worms, der ab 1706 dem Großen Rat der Stadt angehörte und ab 1719 dem 13er-Rat. Er war Kirchendeputierter und Bürgermeister von Worms. Die Mutter, Anna Margarethe, geborene Meel, war Tochter des ersten Pfarrers in Worms, Johann Heinrich Meel. Die Familie war evangelisch.
Johann Friedrich Moritz heiratete 1762 Catharina Sibylla Schöll, Tochter von Johann Henrich Schöll, dem preußischen Residenten in Frankfurt am Main. Der gemeinsame Sohn, Johann Caspar Moritz (1765–1821), war Patensohn von Catharina Elisabeth Goethe, der Mutter von Johann Wolfgang.

## Leben
Johann Friedrich Moritz studierte Rechtswissenschaften an der Universität Straßburg, die er als Lizenziat beider Rechte verließ. Anschließend zog er nach Frankfurt am Main, wo er am 2. Februar 1752 das Bürgerrecht erhielt. Hier nahm er die diplomatische Vertretung für einige Staaten und Mächte gegenüber dem Rat der Stadt Frankfurt wahr, so mit dem Titel eines „Hofrats“ 1752–1771 für Hohenlohe-Waldenburg-Bartenstein als Resident, 1764–1767 als Legationsrat für den dänischen König. In dieser Funktion warb er auch um deutsche Siedler für Jütland. 1765–1768 vertrat er den Landgrafen von Hessen-Darmstadt beim Oberrheinischen Kreis. Weiter war er Advokat der Stadt Frankfurt am Main.

### Werke
- Abhandlung von den Austrägern der unmittelbahren Grafen des Reichs gegen mittelbahre Kläger. Stock, Frankfurt 1750.
- Historisch-Diplomatische Abhandlung vom Ursprung derer Reichs-Stätte insonderheit von der allezeit unmittelbaren und weder unter Herzoglich- und Gräflich- noch unter Bischöfflich-weltlicher Jurisdiction jemahls gestandenen Freyen Reichs-Statt Worms, denen offenbaren Irrthümern und Zudringlichkeiten des Schannats in seiner Bischöfflich-Wormsischen Historie entgegen gestellet. Franckfurt und Leipzig 1756.[Anm. 3]
- Historische und Diplomatische Nachrichten. Altona und Leipzig 1761.
- Von Stifftungen deren Ursprung, Fortgang und Nutzen. Altona und Leipzig 1761.

### Sekundärliteratur
- Barbara Dölemeyer: Frankfurter Juristen im 17. und 18. Jahrhundert = Studien zur europäischen Rechtsgeschichte 60. Klostermann, Frankfurt am Main 1993. ISBN 3-465-02583-0, S. 133, Nr. 430